# Pletschach
Pletschach ist ein Gemeindeteil der Gemeinde Bergen im oberbayerischen Landkreis Traunstein. Das Dorf liegt circa eineinhalb Kilometer westlich von Bergen und ist über die Kreisstraße TS 5 zu erreichen.

## Bevölkerungsentwicklung
| Jahr      | 1871 | 1925 | 1950 | 1970 | 1987 |
| Einwohner | 32   | 38   | 44   | 18   | 33   |

## Baudenkmäler
- Lourdeskapelle, erbaut Ende des 19. Jahrhunderts